# Mirotic (singel)
„Jumun-MIROTIC” (kor. 주문-MIROTIC) – koreański singel południowokoreańskiej grupy TVXQ, wydany 19 września 2008 roku. Utwór promował album Mirotic. Piosenka stała się najpopularniejszą w karierze TVXQ. Wygrała w sumie dziewięć największych nagród w koreańskich programach muzycznych (Inkigayo, Music Bank i M Countdown) i była reklamowana przez międzynarodowych krytyków jako bazowa piosenka K-popowa.
Utwór został nagrany ponownie w języku japońskim i wydany jako singel 15 października 2008 roku w Japonii przez Rhythm Zone, w trzech edycjach. „Jumon -MIROTIC-” (jap. 呪文-MIROTIC-) osiągnął 1 pozycję w rankingu Oricon i pozostał na liście przez 20 tygodni, sprzedał się w nakładzie 91 270 egzemplarzy. Singel zdobył status złotej płyty.

## Lista utworów

### Singel koreański
| Digital download | Digital download                        | Digital download | Digital download                                     | Digital download |
| Nr               | Tytuł utworu                            | Tekst            | Muzyka                                               | Długość          |
| ---------------- | --------------------------------------- | ---------------- | ---------------------------------------------------- | ---------------- |
| 1.               | „Jumun (Mirotic)” (kor. 주문 (MIROTIC)) | Yoo Young-jin    | Sigvardt, Mikkel Remee, Lucas Secon, Thomas Troelsen | 3:28             |

### Singel japoński
CD
| CD | CD | CD      | CD                                                           | CD                                                   | CD            | CD      |
| Nr | Tytuł utworu |         | Tekst                                                        | Kompozycja                                           | Aranżacja     | Długość |
| -- | --- | ------- | ------------------------------------------------------------ | ---------------------------------------------------- | ------------- | ------- |
| 1. | „Jumon -MIROTIC-” (jap. 呪文-MIROTIC-)                                                                                              |         | Ryōji Sonoda                                                 | Sigvardt, Mikkel Remee, Lucas Secon, Thomas Troelsen | Yoo Young-jin | 3:28    |
| 2. | „Dōshite kimi o suki ni natte shimattandarō? -THE LEVEL remix-” (jap. どうして君を好きになってしまったんだろう？ -THE LEVEL remix-) | Lambsey | Sylvia Bennett-Smith, Fredrik “Fredro” Odesjo, Mats Berntoft | THE LEVEL (remix)                                    | 3:43          |         |
| 3. | „jap. 呪文-MIROTIC-) (Less Vocal”                                                                                                   |         | Sigvardt, Mikkel Remee, Lucas Secon, Thomas Troelsen         | Yoo Young-jin                                        | 3:28          |         |

CD+DVD
| CD | CD                                                  | CD           | CD                                                   | CD            | CD      |
| Nr | Tytuł utworu                                        | Tekst        | Kompozycja                                           | Aranżacja     | Długość |
| -- | --------------------------------------------------- | ------------ | ---------------------------------------------------- | ------------- | ------- |
| 1. | „Jumon -MIROTIC-” (jap. 呪文-MIROTIC-)              | Ryōji Sonoda | Sigvardt, Mikkel Remee, Lucas Secon, Thomas Troelsen | Yoo Young-jin | 3:28    |
| 2. | „Jumon -MIROTIC-” (jap. 呪文-MIROTIC-) (Less Vocal) |              | Sigvardt, Mikkel Remee, Lucas Secon, Thomas Troelsen | Yoo Young-jin | 3:28    |

| DVD | DVD                                                 | DVD     |
| Nr  | Tytuł utworu                                        | Długość |
| --- | --------------------------------------------------- | ------- |
| 1.  | „Jumon -MIROTIC-” (jap. 呪文-MIROTIC-) (Video Clip) |         |
| 2.  | „Off Shot Movie”                                    |         |

## Notowania
| Lista                             | Pozycja |
| --------------------------------- | ------- |
| Oricon Weekly Singles Chart       | 1       |
| Billboard Japan Hot 100           | 4       |
| Billboard Japan Top Singles Sales | 1       |